# Troglohyphantes inermis
Troglohyphantes inermis is een spinnensoort in de taxonomische indeling van de hangmatspinnen (Linyphiidae).
Het dier behoort tot het geslacht Troglohyphantes. Het is een grottensoort die voorkomt in Noord-Macedonië. De typelocatie is Lazaropole, een plaats in de gemeente Mavrovo en Rostuša (in het nationaal park Mavrovo). De wetenschappelijke naam van de soort werd voor het eerst geldig gepubliceerd in 1978 door Christa L. Deeleman-Reinhold.